# La Tremblade
La Tremblade je naselje in občina v zahodnem francoskem departmaju Charente-Maritime regije Poitou-Charentes. Leta 2007 je naselje imelo 4.474 prebivalcev.

## Geografija
Kraj leži v pokrajini Saintonge ob izlivu reke Seudre v Biskajski zaliv, 48 km zahodno od njenega središča Saintes. Na ozemlju občine se nahaja letoviško naselje Ronce-les-Bains.

## Uprava
La Tremblade je sedež istoimenskega kantona, v katerega so poleg njegove vključene še občine Arvert, Chaillevette, Étaules, Les Mathes in Saint-Augustin s 13.741 prebivalci.
Kanton La Tremblade je sestavni del okrožja Rochefort.

## Zanimivosti
- neogotska cerkev Srca Jezusovega iz leta 1867, zgrajena na mestu nekdanjega protestantskega templa,
- pomorski muzej,
- muzej protestantizma,
- svetilnik phare de la Coubre,
- most pont de la Seudre,
- gozd la forêt de la Coubre.

## Pobratena mesta
- Ngor (Senegal);